# قائمة قرى محافظة الجيزة
قرى محافظة الجيزة هي وحدات سكنية وإدارية صغيرة في محافظة الجيزة في مصر، تجمعها وحدات إدارية أكبر تسمّى بـ المراكز، وقد تدرّج ظهور تلك القرى عبر الزمن لتغيّر المساحة المنزرعة سواء بالنقصان نتيجة انقطاع وصول مياه الري أو الشرب لها أو غرق المنازل في فيضان النيل أو زحف الصحراء أو هدم القرى أثناء الحروب أو الثورات؛ أو بالزيادة نتيجة زيادة السكان أو استصلاح الأراضي.
لذا كانت تُجرى عمليات مساحة للأراضي من آن لآخر في مصر لحصرها وتقدير حجم الخراج الذي يمكن استخلاصه من الأراضي المزروعة تُسمّى بـ الرّوك وتُسجّل فيه مساحات أراضي القرى في الوحدات الإدارية الكبرى المعروفة بالكور ثم بالأعمال، وكيفية توزيع مصارفها.

## قرى تاريخية
القرى التاريخية هي القرى التي ثبُت تواجدها قبل الفتح الإسلامي لمصر أو أثناءه.
| القرية       | المركز        | قبل الفتح           | الروك الصلاحي | الروك الصلاحي | الروك الناصري        | الروك الناصري | التربيع العثماني | التربيع العثماني | تاريخ 1228هـ | تاريخ 1228هـ | ملاحظات |
| القرية       | المركز        | قبل الفتح           | الاسم         | التبعية       | الاسم                | التبعية       | الاسم            | التبعية          | الاسم        | التبعية      | ملاحظات |
| ------------ | ------------- | ------------------- | ------------- | ------------- | -------------------- | ------------- | ---------------- | ---------------- | ------------ | ------------ | --- |
| الجيزة       | الجيزة        | الجيزة              | الجيزة        | الجيزية       | الجيزة               | الجيزية       | الجيزة           | الجيزة           | الجيزة       | الجيزة       | |
| أم خنان      | الحوامدية     | موخونون Mokhonon    | مُخنان         | الجيزية       | مخنان                | الجيزية       | أم خنان          | الجيزة           | أم خنان      | الجيزة       | |
| أبو النمرس   | أبو النمرس    | بونمنروس Ponmonros  | بو النمرس     | الجيزية       | أبو النمرس           | الجيزية       | أبو النمرس       | الجيزة           | أبو النمرس   | الجيزة       | |
| ترسا         | أبو النمرس    | تبرسيس Tebersis     | ترسا          | الجيزية       | ترسا                 | الجيزية       | ترسا             | الجيزة           | ترسا         | الجيزة       | |
| طموه         | أبو النمرس    | تاموي Tammouy       | طمُّوه          | الجيزية       | طمويه                | الجيزية       | طموه             | الجيزة           | طموه         | الجيزة       | |
| أطفيح        | أطفيح         | با تبيح Pa Tpeh     | أطفيح         | الأطفيحية     | أطفيح                | الأطفيحية     | أطفيح            | الجيزة           | أطفيح        | الجيزة       | |
| البرمبل      | أطفيح         | باريمبولي Parempoli | البُرنبل       | الأطفيحية     | البرنبل              | الأطفيحية     | البرنبل          | الجيزة           | البرمبل      | الجيزة       | |
| دير الميمون  | أطفيح         | بيسبير Pispir       | دير الجميزة   | الأطفيحية     | جزائر الدير والأقيصر | الأطفيحية     | جزائر الدير      | الجيزة           | دير الميمون  | الجيزة       | |
| أسكر         | الصف          | سوكار Sokar         | أسكر          | الأطفيحية     | أسكر                 | الأطفيحية     | أسكر             | الجيزة           | أسكر         | الجيزة       | |
| أوسيم        | أوسيم         | أوشيم Ouchim        | أوسيم         | الجيزية       | أوسيم                | الجيزية       | أوسيم            | الجيزة           | أوسيم        | الجيزة       | كانت أوسيم قاعدة إحدى كور مصر، قال ابن مماتي أنها من نواحي الحبس، وقال ابن الجيعان أنها من توابع ذات الكوم. |
| الكوم الأحمر | أوسيم         | سركازورا Cercesura  | الكوم الأحمر  | الجيزية       | الكوم الأحمر         | الجيزية       | الكوم الأحمر     | الجيزة           | الكوم الأحمر | الجيزة       | قال ابن الجيعان أنها من توابع بشتيل.                                                                        |
| دهشور        | البدرشين      | أقنطوس Acanthus     | دهشور         | الجيزية       | دهشور                | الجيزية       | دهشور            | الجيزة           | دهشور        | الجيزة       | |
| سقارة        | البدرشين      | ساقت Sakt           | سقارة         | الجيزية       | سقارة                | الجيزية       | سقارة            | الجيزة           | سقارة        | الجيزة       | قال ابن الجيعان هي من توابع طمويه.                                                                          |
| برنشت        | العياط        | بناراشت Pinaraschet | برنشت         | الجيزية       | برنشت                | الجيزية       | برنشت            | الجيزة           | برنشت        | الجيزة       | |
| بمها         | العياط        | بماهو Pamaho        | بمها          | الجيزية       | بمها                 | الجيزية       | بمها             | الجيزة           | بمها         | الجيزة       | قال ابن الجيعان أنها من توابع منية القائد.                                                                  |
| جرزة         | العياط        | كركي Kerki          | زرزا          | الجيزية       | زرزى                 | الجيزية       | زرزى             | الجيزة           | جرزة الهوى   | الجيزة       | في سنة 1259هـ/1843م، اختصر الاسم إلى «جرزة».                                                                |
| ناهيا        | كرداسة        | نهت Neht            | نهيا          | الجيزية       | نهيا                 | الجيزية       | نهيا             | الجيزة           | ناهيا        | الجيزة       | قال ابن مماتي أنها من نواحي الحبس الغربي.                                                                   |
| أتريس        | منشأة القناطر | أتريس Atris         | أتريس         | حوف رمسيس     | أتريس                | البحيرة       | أتريس            | الجيزة           | أتريس        | الجيزة       | |
| الرهاوي      | منشأة القناطر | رهساوي Rehsaoui     | الرهاوي       | الجيزية       | الرهاوي              | الجيزية       | الرهاوي          | الجيزة           | الرهاوي      | الجيزة       | |
| بهرمس        | منشأة القناطر | بيهُرميس Pehormes    | بُهرمُس         | الجيزية       | بهرمس                | الجيزية       | بهرمس            | الجيزة           | بهرمس        | الجيزة       | قال ابن مماتي أنها من توابع ذات الكوم.                                                                      |
| وردان        | منشأة القناطر | وردان               | خراب وردان    | حوف رمسيس     | وردان                | الجيزية       | وردان            | الجيزة           | وردان        | الجيزة       | |

## قرى الروك الصلاحي
قرى الروك الصلاحي هي القرى الباقية إلى اليوم، والتي ثبت تواجدها في وقت الروك الصلاحي الذي أجراه السلطان الأيوبي صلاح الدين يوسف بن أيوب سنة 572هـ/1177م، ونقل الأسعد بن مماتي أسمائها في كتابه قوانين الدواوين.
| القرية        | المركز          | الروك الصلاحي           | الروك الصلاحي | الروك الناصري    | الروك الناصري | التربيع العثماني       | التربيع العثماني | تاريخ 1228هـ        | تاريخ 1228هـ | ملاحظات                                                                                      |
| القرية        | المركز          | الاسم                   | التبعية       | الاسم            | التبعية       | الاسم                  | التبعية          | الاسم               | التبعية      | ملاحظات                                                                                      |
| ------------- | --------------- | ----------------------- | ------------- | ---------------- | ------------- | ---------------------- | ---------------- | ------------------- | ------------ | -------------------------------------------------------------------------------------------- |
| الحرانية      | أبو النمرس      | الحرانية                | الجيزية       | الحرانية         | الجيزية       | الحرانية               | الجيزة           | الحرانية            | الجيزة       |                                                                                              |
| المناوات      | أبو النمرس      | منية أندونه             | الجيزية       | منية أندونه      | الجيزية       | منية أندونه            | الجيزة           | ميت أندونه المناوات | الجيزة       | قال ابن الجيعان أنها من توابع طمويه، استقر الاسم على «المناوات» سنة 1236هـ/1821م.            |
| شبرامنت       | أبو النمرس      | شبرامنت                 | الجيزية       | شبرى منت         | الجيزية       | شبرامنت                | الجيزة           | شبرامنت             | الجيزة       | قال ابن الجيعان أنها من توابع طمويه.                                                         |
| منيل شيحة     | أبو النمرس      | دمّوه                    | الجيزية       | دمّوه             | الجيزية       | منيل شيحة              | الجيزة           | منيل شيحة           | الجيزة       |                                                                                              |
| ميت شماس      | أبو النمرس      | دير الشمع منية الشماس   | الجيزية       | منية الشماس      | الجيزية       | منية الشماس            | الجيزة           | ميت شماس            | الجيزة       | قال ابن الجيعان أنها من توابع طمويه.                                                         |
| ميت قادوس     | أبو النمرس      | منية قادوس              | الجيزية       | منية قادوس       | الجيزية       | منية قادوس             | الجيزة           | ميت قادوس           | الجيزة       | قال ابن الجيعان أنها من توابع طمويه.                                                         |
| صول           | أطفيح           | صول                     | الأطفيحية     | صول              | الأطفيحية     | صول                    | الجيزة           | صول                 | الجيزة       |                                                                                              |
| البراجيل      | أوسيم           | البلجير                 | الجيزية       | البلجير البراجيل | الجيزية       | البراجيل               | الجيزة           | البراجيل            | الجيزة       |                                                                                              |
| برطس          | أوسيم           | بُرطس                    | الجيزية       | برطس             | الجيزية       | برطس                   | الجيزة           | برطس                | الجيزة       | قال ابن الجيعان أنها من توابع ذات الكوم.                                                     |
| سقيل          | أوسيم           | سقيل                    | الجيزية       | صقيل             | الجيزية       | سقيل                   | الجيزة           | سقيل                | الجيزة       |                                                                                              |
| شنباري        | أوسيم           | شبرا باره               | الجيزية       | شبرابار          | الجيزية       | شنباري                 | الجيزة           | شنباري              | الجيزة       | قال ابن الجيعان أنها من توابع بشتيل.                                                         |
| البدرشين      | البدرشين        | البدرشين                | الجيزية       | البدرشين         | الجيزية       | البدرشين               | الجيزة           | البدرشين            | الجيزة       | كانت قسم من مدينة منف القديمة.                                                               |
| أبو صير       | البدرشين        | بو صير رجب بو صير السدر | الجيزية       | أبو صير السدر    | الجيزية       | أبو صير السدر          | الجيزة           | أبو صير             | الجيزة       | قال ابن الجيعان أنها من توابع طمويه.                                                         |
| العزيزية      | البدرشين        | العزيزية                | الجيزية       | العزيزية         | الجيزية       | العزيزية               | الجيزة           | العزيزية            | الجيزة       |                                                                                              |
| ميت رهينة     | البدرشين        | منية رهينة              | الجيزية       | منية رهينة       | الجيزية       | منية رهينة             | الجيزة           | ميت رهينة           | الجيزة       | قال ابن الجيعان هي من توابع البدرشين.                                                        |
| الشيخ عتمان   | الحوامدية       | منشية طموه              | الجيزية       | منشية طمويه      | الجيزية       | منشية طمّوه الشيخ عتمان | الجيزة           | الشيخ عتمان         | الجيزة       |                                                                                              |
| الحي          | الصف            | الحي الكبير             | الأطفيحية     | الحي الكبير      | الأطفيحية     | الحي والمنشأة          | الجيزة           | الحي والمنشي        | الجيزة       | فُصلت القريتان حديثًا إلى «الحي» و«المنشي».                                                    |
| المنشي        | الصف            | الحي الصغير             | الأطفيحية     | الحي الصغير      | الأطفيحية     | الحي والمنشأة          | الجيزة           | الحي والمنشي        | الجيزة       | فُصلت القريتان حديثًا إلى «الحي» و«المنشي».                                                    |
| المنيا        | الصف            | منيل الباساك            | الأطفيحية     | منية الباساك     | الأطفيحية     | منية الباساك           | الجيزة           | المنيا              | الجيزة       |                                                                                              |
| غمازة الكبرى  | الصف            | غمازة                   | الأطفيحية     | غمازة            | الأطفيحية     | غمازة الكبرى           | الجيزة           | غمازة الكبرى        | الجيزة       | في التربيع العثماني، انقسمت القرية إلى قريتين كبرى وصغرى.                                    |
| كفر طرخان     | الصف            | الدغشية                 | الأطفيحية     | الدغيشية         | الأطفيحية     | الدغيشية               | الجيزة           | كفر طرخان الشرقي    | الجيزة       | اختصر الاسم حديثًا إلى «كفر طرخان».                                                           |
| أبو رويش      | العياط          | بو رويش                 | الجيزية       | أبو رويش         | الجيزية       | أبو رويش               | الجيزة           | أبو رويش            | الجيزة       |                                                                                              |
| الرقة الغربية | العياط          | حوض الرقّا حوض البيدقي   | الجيزية       | الرقا            | الجيزية       | الرقا                  | الجيزة           | الرقا               | الجيزة       | في سنة 1237هـ/1822م، انقسمت القرية إلى «الرقة الشرقية» و«الرقة الغربية».                     |
| بدسة          | العياط          | بدسا                    | الجيزية       | بدسا             | الجيزية       | بدسا                   | الجيزة           | بدسة                | الجيزة       | قال ابن الجيعان أنها من توابع دهشور وبرنشت.                                                  |
| بهبيت         | العياط          | بُهبيت الحجر             | الجيزية       | بهبيت            | الجيزية       | بهبيت                  | الجيزة           | بهبيت               | الجيزة       | قال ابن الجيعان أنها من توابع دهشور وبرنشت.                                                  |
| بيدف          | العياط          | بيدف                    | الجيزية       | بيدف             | الجيزية       | بيدف                   | الجيزة           | بيدف                | الجيزة       | قال ابن الجيعان أنها من توابع دهشور وبرنشت.                                                  |
| كفر شحاتة     | العياط          | جبرا                    | الجيزية       | جبرا             | الجيزية       | جبرا                   | الجيزة           | كفر الشيخ شحاتة     | الجيزة       | قال ابن الجيعان أنها من توابع منية القائد، وفي سنة 1274هـ/1858م اختصر الاسم إلى «كفر شحاتة». |
| ميت القائد    | العياط          | منية القائد فضل         | الجيزية       | منية القائد      | الجيزية       | منية القائد            | الجيزة           | ميت القائد          | الجيزة       |                                                                                              |
| المعتمدية     | كرداسة          | المعتمدية               | الجيزية       | المعتمدية        | الجيزية       | المعتمدية              | الجيزة           | المعتمدية           | الجيزة       | قال ابن الجيعان أنها من توابع بشتيل.                                                         |
| كومبرة        | كرداسة          | كوم برا                 | الجيزية       | كوم بره          | الجيزية       | كوم بره                | الجيزة           | كوم بره             | الجيزة       |                                                                                              |
| أبو غالب      | منشأة القناطر   | بو غالب                 | الجيزية       | أبو غالب         | الجيزية       | أبو غالب               | الجيزة           | أبو غالب            | الجيزة       |                                                                                              |
| الأخصاص       | منشأة القناطر   | إخصاص المشاطبة          | الجيزية       | الإخصاص          | الجيزية       | الإخصاص                | الجيزة           | الإخصاص             | الجيزة       |                                                                                              |
| أم دينار      | منشأة القناطر   | أم دينار                | الجيزية       | أم دينار         | الجيزية       | أم دينار               | الجيزة           | أم دينار            | الجيزة       | قال ابن الجيعان أنها من توابع ذات الكوم.                                                     |
| برقاش         | منشأة القناطر   | مرج عنتر                | الجيزية       | مرج عنتر القبلي  | الجيزية       | مرج عنتر القبلي        | الجيزة           | برقاش               | الجيزة       | قال ابن الجيعان أنها من توابع ذات الكوم.                                                     |
| جزاية         | منشأة القناطر   | مرج عنتر                | الجيزية       | مرج عنتر البحري  | الجيزية       | مرج عنتر البحري        | الجيزة           | جزاية               | الجيزة       | قال ابن الجيعان أنها من توابع ذات الكوم.                                                     |
| ذات الكوم     | منشأة القناطر   | ذات الكوم               | الجيزية       | ذات الكوم        | الجيزية       | ذات الكوم              | الجيزة           | ذات الكوم           | الجيزة       |                                                                                              |
| نكلا          | منشأة القناطر   | نكلا                    | الجيزية       | نكلا             | الجيزية       | نكلا                   | الجيزة           | نكلا                | الجيزة       | قال ابن الجيعان أنها من توابع ذات الكوم.                                                     |
| الباويطي      | الواحات البحرية | المدينة                 | واح البهنسا   | المدينة          | واح البهنسا   | المدينة                | الجيزة           | الباويطي            | الجيزة       |                                                                                              |
| القصر         | الواحات البحرية | القصر                   | واح البهنسا   | القصر            | واح البهنسا   | القصر                  | الجيزة           | القصر               | الجيزة       |                                                                                              |

## قرى الروك الناصري
قرى الروك الناصري هي القرى الباقية إلى اليوم، والتي استُحدثت بعد الروك الصلاحي، وقبل الروك الناصري الذي أجراه السلطان المملوكي الناصر محمد بن قلاوون سنة 715هـ/1315م، ونقل ابن الجيعان أسمائها في كتابه «التحفة السنية بأسماء البلاد المصرية».
| القرية           | المركز        | الروك الناصري       | الروك الناصري | التربيع العثماني    | التربيع العثماني | تاريخ 1228هـ     | تاريخ 1228هـ | ملاحظات |
| القرية           | المركز        | الاسم               | التبعية       | الاسم               | التبعية          | الاسم            | التبعية      | ملاحظات |
| ---------------- | ------------- | ------------------- | ------------- | ------------------- | ---------------- | ---------------- | ------------ | --- |
| بني يوسف         | أبو النمرس    | بني يوسف            | الجيزية       | بني يوسف            | الجيزة           | بني يوسف         | الجيزة       | قال ابن الجيعان أنها من توابع طمويه.                                                                                     |
| زاوية أبو مسلم   | أبو النمرس    | ريفة جميل           | الجيزية       | زاوية جميل          | الجيزة           | زاوية جميل       | الجيزة       | في سنة 1297هـ/1880م، تغيّر الاسم إلى «زاوية أبو مُسلِّم».                                                                    |
| الحلف            | أطفيح         | الحلف               | الأطفيحية     | الحلف               | الجيزة           | الحلف            | الجيزة       | |
| الصالحية         | أطفيح         | الصالحية            | الأطفيحية     | الصالحية            | الجيزة           | الصالحية         | الجيزة       | |
| القبابات         | أطفيح         | قُبيبات أسكر وأطفيح  | الأطفيحية     | القبيبات            | الجيزة           | القبابات         | الجيزة       | |
| الكريمات         | أطفيح         | الكلبية             | الأطفيحية     | الكلبية             | الجيزة           | الكُريمات         | الجيزة       | |
| كفر حلاوة        | أطفيح         | القلابية            | الأطفيحية     | كفر حلاوة           | الجيزة           | كفر حلاوة        | الجيزة       | |
| مسجد موسى        | أطفيح         | مسجد موسى           | الأطفيحية     | مسجد موسى           | الجيزة           | مسجد موسى        | الجيزة       | |
| منيل السلطان     | أطفيح         | منيل سلطان          | الأطفيحية     | منيل السلطان        | الجيزة           | منيل السلطان     | الجيزة       | |
| القيراطيين       | أوسيم         | جزيرة القريطيين     | القليوبية     | القريطيين           | الجيزة           | القُراطيين        | الجيزة       | |
| أبو رجوان القبلي | البدرشين      | أبو رجوان           | الجيزية       | أبو رجوان           | الجيزة           | أبو رجوان القبلي | الجيزة       | في سنة 1228هـ/1813م، فُصل قسم من القرية باسم «أبو رجوان البحري»، فصارت البلدة القديمة تُعرف باسم «أبو رجوان القبلي».       |
| الشنباب          | البدرشين      | الشنباب             | الجيزية       | الشنباب             | الجيزة           | الشنباب          | الجيزة       | |
| الطرفاية         | البدرشين      | الطرفاية            | الجيزية       | الطرفاية            | الجيزة           | الطرفاية         | الجيزة       | |
| زاوية دهشور      | البدرشين      | المعيصرة            | الجيزية       | المعيصرة            | الجيزة           | زاوية دهشور      | الجيزة       | قال ابن الجيعان أنها من توابع دهشور وبرنشت.                                                                              |
| مزغونة           | البدرشين      | العطف               | الجيزية       | العطف               | الجيزة           | مزغونة           | الجيزة       | قال ابن الجيعان أنها من توابع دهشور وبرنشت.                                                                              |
| منشأة دهشور      | البدرشين      | منشية دهشور         | الجيزية       | منشية دهشور         | الجيزة           | منشأة دهشور      | الجيزة       | |
| الأخصاص          | الصف          | إخصاص غمازة         | الأطفيحية     | الإخصاص             | الجيزة           | الإخصاص          | الجيزة       | |
| الأقواز          | الصف          | أقواز بني بحر       | الأطفيحية     | أقواز بني بحر       | الجيزة           | الأقواز          | الجيزة       | |
| الجزيرة الشقراء  | الصف          | جزيرة الأقواز       | الجيزية       | جزيرة الأقواز       | الجيزة           | الجزيرة الشقراء  | الجيزة       | قال ابن الجيعان أنها من توابع منية القائد.                                                                               |
| الشرفا والعطيات  | الصف          | حي الشرفا           | الأطفيحية     | حي الشرفا           | الجيزة           | الشرفا           | الجيزة       | في سنة 1362هـ/1943م، أضيفت إليها ناحية «بني عطاف» التي كان يسكنها عرب العطيات، فصارت البلدة تُعرف باسم «الشرفا والعطيات». |
| الشوبك الشرقي    | الصف          | الشوبك              | الجيزية       | الشوبك              | الجيزة           | الشوبك           | الجيزة       | بعد فصل القسم الغربي من القرية باسم «الشوبك الغربي» سنة 1318هـ/1900م، صارت البلدة القديمة تُعرف باسم «الشوبك الشرقي».     |
| الصف             | الصف          | الصف                | الأطفيحية     | الصف                | الجيزة           | الصف             | الجيزة       | |
| الودي            | الصف          | الودي               | الأطفيحية     | الودي               | الجيزة           | الودي            | الجيزة       | |
| أبو العباس       | العياط        | اللبيني             | الجيزية       | أبو العباس          | الجيزة           | كفر أبو العباس   | الجيزة       | قال ابن الجيعان أنها من توابع منية القائد، في سنة 1275هـ/1859م اختصر الاسم إلى «أبو العباس».                             |
| الدناوية         | العياط        | الدمناوية           | الجيزية       | الدمناوية           | الجيزة           | الدنّاوية         | الجيزة       | |
| العامرية         | العياط        | أبو فار             | الجيزية       | أبو فار             | الجيزة           | أبو فار          | الجيزة       | قال ابن الجيعان أنها من توابع منية القائد، وفي سنة 1966م، تغيّر الاسم إلى «العامرية».                                     |
| العطف            | العياط        | عطف بهبيت           | الجيزية       | عطف بهبيت           | الجيزة           | العطف            | الجيزة       | |
| القطوري          | العياط        | القطوري             | الجيزية       | القطوري             | الجيزة           | القطوري          | الجيزة       | قال ابن الجيعان أنها من توابع منية القائد.                                                                               |
| اللشت            | العياط        | بجما                | الجيزية       | كفر اللشت           | الجيزة           | كفر اللشت        | الجيزة       | قال ابن الجيعان أنها من توابع منية القائد، وفي سنة 1275هـ/1859م اختصر الاسم إلى «اللشت».                                 |
| المتانية         | العياط        | باطن جبرا           | الجيزية       | ملقة المتانية       | الجيزة           | المتانية         | الجيزة       | |
| الناصرية         | العياط        | المعرقب             | الجيزية       | المعرقب             | الجيزة           | المعرقب          | الجيزة       | قالب ابن الجيعان أنها من توابع منية القائد، وفي سنة 1966م، تغيّر الاسم إلى «الناصرية».                                    |
| زاوية أبو سويلم  | العياط        | زاوية أم حسين       | الجيزية       | زاوية أم حسين       | الجيزة           | زاوية ام حسين    | الجيزة       | في سنة 1356هـ/1937م، طلب أهلها تغيير اسم القرية إلى «زاوية أبو سويلم».                                                   |
| طهما             | العياط        | طهما                | الجيزية       | طهما                | الجيزة           | طهما             | الجيزة       | قال ابن الجيعان أنها من توابع دهشور.                                                                                     |
| كفر الضبعي       | العياط        | جزيرة برنشت         | الجيزية       | جزيرة برنشت         | الجيزة           | كفر الضبعي       | الجيزة       | |
| كفر بركات        | العياط        | الكبيرة وباطن بركات | الأطفيحية     | الكبيرة وباطن بركات | الجيزة           | كفر بركات        | الجيزة       | |
| كفر تركي         | العياط        | جزيرة أبو تركي      | الأطفيحية     | جزيرة أبو تركي      | الجيزة           | كفر تركي         | الجيزة       | |
| كفر عمار         | العياط        | باطن عمار           | الأطفيحية     | باطن عمار           | الجيزة           | كفر عمار         | الجيزة       | |
| برك الخيام       | كرداسة        | برك الخيام          | الجيزية       | برك الخيام          | الجيزة           | برك الخيام       | الجيزة       | قال ابن الجيعان أنها من توابع نهيا.                                                                                      |
| بني مجدول        | كرداسة        | بني مجدول           | الجيزية       | بني مجدول           | الجيزة           | بني مجدول        | الجيزة       | قال ابن الجيعان أنها من توابع نهيا.                                                                                      |
| كرداسة           | كرداسة        | كلداسة              | الجيزية       | كلداسة              | الجيزة           | كرداسة           | الجيزة       | قال ابن الجيعان أنها من توابع نهيا.                                                                                      |
| كفر حكيم         | كرداسة        | ظهر شماس            | الجيزية       | ظهر شماس كفر حكيم   | الجيزة           | كفر حكيم         | الجيزة       | |
| القطا            | منشأة القناطر | جزيرة القط البحرية  | الجيزية       | جزيرة القط البحرية  | الجيزة           | القطّه            | الجيزة       | قال ابن الجيعان أنها من توابع ذات الكوم، في سنة 1260هـ/1844م، تغيّر رسم الاسم إلى «القطا».                                |
| المناشي          | منشأة القناطر | المناشي             | الجيزية       | المناشي             | الجيزة           | المناشي          | الجيزة       | |
| المنصورية        | منشأة القناطر | المنصورية           | الجيزية       | المنصورية           | الجيزة           | المنصورية        | الجيزة       | قال ابن الجيعان أنها من توابع ذات الكوم.                                                                                 |

## قرى العصر العثماني
قرى العصر العثماني هي القرى الباقية إلى اليوم، والتي استُحدثت في نهاية العصر المملوكي أو بعد التربيع العثماني الذي أجراه سليمان باشا الخادم والي مصر في عهد السلطان العثماني سليمان القانوني سنة 933هـ/1527م.
| القرية       | المركز        | التربيع العثماني | التربيع العثماني | تاريخ 1228هـ | تاريخ 1228هـ | ملاحظات                                                                           |
| القرية       | المركز        | الاسم            | التبعية          | الاسم        | التبعية      | ملاحظات                                                                           |
| ------------ | ------------- | ---------------- | ---------------- | ------------ | ------------ | --------------------------------------------------------------------------------- |
| الكداية      | أطفيح         | الكداية          | الجيزة           | الكداية      | الجيزة       | فُصلت عن ناحية القبابات في العصر العثماني.                                         |
| الحوامدية    | الحوامدية     | الحوامدية        | الجيزة           | الحوامدية    | الجيزة       | فُصلت عن البدرشين في العصر العثماني.                                               |
| الفهميين     | الصف          | الفهميين         | الجيزة           | الفهميين     | الجيزة       | فُصلت عن ناحية الصف في التربيع العثماني.                                           |
| غمازة الصغرى | الصف          | غمازة الصغرى     | الجيزة           | غمازة الصغرى | الجيزة       | انفصلت عن ناحية غمازة في التربيع العثماني.                                        |
| البليدة      | العياط        | البليدة          | الجيزة           | البليدة      | الجيزة       | فُصلت عن ناحية بدسة في التربيع العثماني.                                           |
| الجملة       | العياط        | الجملة           | الجيزة           | الجملة       | الجيزة       | فُصلت عن ناحية المتانية في العصر العثماني.                                         |
| العياط       | العياط        | كفر العياط       | الجيزة           | كفر العياط   | الجيزة       | فُصلت عن ناحية جبرا في العصر العثماني، واختصر اسمها إلى «العياط» سنة 1275هـ/1859م. |
| المساندة     | العياط        | المساندة         | الجيزة           | المساندة     | الجيزة       | فُصلت عن ناحية بهبيت في العصر العثماني.                                            |
| المقاطفية    | العياط        | المقاطفية        | الجيزة           | المقاطفية    | الجيزة       | فُصلت عن منية القائد في العصر العثماني.                                            |
| الحسانيين    | منشأة القناطر | الحسنيين         | الجيزة           | الحسانيين    | الجيزة       | فُصلت عن ناحية المناشي في التربيع العثماني.                                        |

## قرى عصر الأسرة العلوية
قرى العصر العلوي هي القرى الباقية إلى اليوم، والتي استُحدثت في عهد أسرة محمد علي باشا الذي أمر سنة 1227هـ/1812م بفكّ زمام القطر المصري، وعمل مسح جديد للأراضي، وتسجيلها في ديوان جديد عُرف بـ تاريخ 1228هـ.
| القرية           | المركز          | ملاحظات |
| ---------------- | --------------- | --- |
| نزلة الأشطر      | أبو النمرس      | فُصلت عن ناحية ترسا سنة 1274هـ/1858م. |
| الحلف الغربي     | أطفيح           | فُصلت عن ناحية الحلف سنة 1352هـ/1933م. |
| الخرمان          | أطفيح           | فُصلت عن ناحية البرمبل سنة 1228هـ/1813م. |
| الرقة البحرية    | أطفيح           | فُصلت عن ناحية الرقة الشرقية سنة 1326هـ/1908م. |
| الرقة القبلية    | أطفيح           | فُصلت عن ناحية الرقة الشرقية سنة 1326هـ/1908م. |
| جزيرة الكريمات   | أطفيح           | فُصلت عن ناحية الكريمات سنة 1352م/1933م. |
| كفر قنديل        | أطفيح           | فُصلت عن ناحية الرقق سنة 1274هـ/1858م. |
| منشأة سليمان     | أطفيح           | فُصلت عن ناحية أطفيح سنة 1257هـ/1841م. |
| منية الرقة       | أطفيح           | فُصلت عن ناحية الرقة الشرقية سنة 1328هـ/1910م. |
| نزلة ترجم        | أطفيح           | فُصلت عن ناحيتي صول ومسجد موسى سنة 1352هـ/1933م. |
| الزيدية          | أوسيم           | فُصلت عن ناحية أوسيم سنة 1228هـ/1813م. |
| زاوية ثابت       | أوسيم           | فُصلت عن ناحية أوسيم سنة 1276هـ/1860م. |
| صيدة             | أوسيم           | فُصلت عن ناحية برطس سنة 1228هـ/1813م. |
| أبو رجوان البحري | البدرشين        | فًصلت عن ناحية أبو رجوان سنة 1228هـ/1813م. |
| الشوبك الغربي    | البدرشين        | فُصلت عن ناحية «الشوبك» سنة 1318هـ/1900م. |
| المرازيق         | البدرشين        | فُصلت عن ناحية الشنباب سنة 1228هـ/1813م. |
| كفر زهران        | البدرشين        | فُصلت عن ناحية المرازيق سنة 1344هت/1925م. |
| منشأة كاسب       | البدرشين        | فُصلت عن ناحيتي زاوية دهشور وكفر حميد سنة 1362هـ/1943م. |
| نزلة الشوبك      | البدرشين        | فُصلت عن ناحية الشوبك سنة 1323هـ/1905م. |
| الديسمي          | الصف            | فُصلت عن ناحية الودي سنة 1261هـ/1845م. |
| نزلة عليان       | الصف            | فُصلت عن ناحية غمازة الكبرى سنة 1263هـ/1847م. |
| البرغوتي         | العياط          | فًصلت عن ناحية القطوري سنة 1257هـ/1841م. |
| كفر الرفاعي      | العياط          | فًصلت عن ناحية برنشت سنة 1262هـ/1846م. |
| كفر جرزة         | العياط          | فًصلت عن ناحية جرزة سنة 1260هـ/1844م. |
| كفر حميد         | العياط          | فًصلت عن ناحية برنشت سنة 1228هـ/1813م. |
| كفر قاسم         | العياط          | فًصلت عن ناحية ميت القائد سنة 1352هـ/1933م. |
| منشأة أبو العباس | العياط          | فًصلت عن ناحية ميت القائد سنة 1352هـ/1933م. |
| منشأة عبد السيد  | العياط          | فُصلت عن ناحية طهما سنة 1274هـ/1858م. |
| منشية فاضل       | العياط          | فُصلت عن ناحية البليدة سنة 1347هـ/1928م. |
| أبو رواش         | كرداسة          | فُصلت عن ناحية بني مجدول سنة 1351هـ/1932م. |
| الجلاتمة         | منشأة القناطر   | فُصلت عن ناحية المناشي سنة 1260هـ/1844م. |
| الحاجر           | منشأة القناطر   | فُصلت عن ناحيتي وردان وأبو غالب سنة 1352هـ/1933م. |
| السبيل           | منشأة القناطر   | فُصلت عن ناحية بهرمس سنة 1228هـ/1813م باسم «كفر السبيل»، وفي سنة 1287هـ/1870م إلى «السبيل».                                                                                          |
| بني سلامة        | منشأة القناطر   | فُصلت عن ناحية أتريس سنة 1228هـ/1813م. |
| كفر حجازي        | منشأة القناطر   | فُصلت عن ناحية أم دينار سنة 1352هـ/1933م. |
| منشأة القناطر    | منشأة القناطر   | فُصلت عن ناحية المناشي سنة 1313هـ/1895م باسم «عزبة المناشي»، وفي سنة 1351هـ/1932م تغيّر اسمها إلى «منشأة القناطر»، وفي سنة 1976م تم نقل القرية من محافظة القليوبية إلى محافظة الجيزة. |
| منشية رضوان      | منشأة القناطر   | فُصلت عن ناحية برقاش سنة 1352هـ/1933م. |
| الحارة           | الواحات البحرية | أصلها عزبة في شمال شرق الواحات البحرية، شرقي ناحية الباويطي. |
| الزبو            | الواحات البحرية | قرية تقع شمال الواحات البحرية، شرقي الباويطي. |
| عين العزة        | الواحات البحرية | أصلها عزبة واقعة في الواحات البحرية، جنوب غربي الباويطي. |
| منديشة           | الواحات البحرية | قرية واقعة في الواحات البحرية شرقي الباويطي. |

## قرى العصر الجمهوري
قرى العصر الجمهوري هي القرى التي استحدثت بعد سقوط الحكم الملكي في مصر.
- بني صالح، أطفيح
- كفر الواصلين، أطفيح
- قلعة المرازيق، البدرشين
- عرب الحصار البحرية، الصف
- عرب الحصار القبلية، الصف
- عرب العيايدة، الصف
- عرب القميعي، الصف
- نجوع العرب، الصف
- جزيرة السلام، العياط فُصلت عن قرية الرقة القبلية سنة 1966م باسم «باجة الشيخ»،[104] وتغيّر اسمها حديثًا إلى «جزيرة السلام».[105]
- كفر أبو الحديد، منشأة القناطر
- محمود عبد الصمد، منشأة القناطر
- التبينية، الواحات البحرية
- الجزائر، الواحات البحرية
- العجوز، الواحات البحرية
- الغربية، الواحات البحرية
- القبالة، الواحات البحرية
- المناجم، الواحات البحرية
- ريس، الواحات البحرية
- طبل آمون، الواحات البحرية
- عين القصر، الواحات البحرية
- مارود، الواحات البحرية